# Phare de l'Île-Mohawk
Le phare de l'Île-Mohawk (anglais : Mohawk Island Lighthouse) est un phare abandonné situé sur l'île Mohawk en Ontario (Canada). Cette tour de 18 m a été construite entre 1846 et 1848 dans le but de signaler la présence de haut-fond près de l'entrée de Port Maitland du canal Welland. Il a été automatisé en 1933, une année avant le réalignement du canal vers Port Colborne à l'est, réduisant l'importance de ce phare. Un incendie le détruit en 1969 et il est remplacé par une simple bouée de navigation. Il est localisé depuis 1979 dans la réserve nationale de faune de l'Île-Mohawk. Il a été désigné phare patrimonial en 2015 par la commission des lieux et monuments historiques du Canada.

## Histoire
Le phare a été reconnu comme édifice fédéral du patrimoine le 21 janvier 1993 par le Bureau d'examen des édifices fédéraux du patrimoine. Il a été désigné comme phare patrimonial le 29 mai 2015 par la Commission des lieux et des monuments historiques du Canada.